# Timeform
Timeform est une publication britannique fondée en 1948, consacrée aux courses hippiques.

## Rating
Chaque année, Timeform publie des classifications, attribuant aux chevaux un rating (une « cote »), suivant de nombreux critères. Le rating est censé quantifier la qualité du cheval - plus le rating est élevé, plus le cheval est considéré comme talentueux. Il faut noter aussi que les femelles, portant moins de poids que les mâles en courses, voient leur rating systématiquement pondéré.
Le vainqueur d'une course de groupe 1 peut prétendre obtenir un rating d'au minimum 115, mais rares sont ceux qui atteignent 130. En général, les ratings correspondent aux valeurs suivantes : 
- 140 et plus : Cheval exceptionnel ;
- 135-140 : Champion ;
- 130-135 : Grand vainqueur de Groupe 1 ;
- 125-129 : Vainqueur de groupe 1 moyen ;
- 115-120 : Vainqueur de groupe 2 ;
- 110-115 : Vainqueur de groupe 3 ;
- 100-105 : Vainqueur de listed race ;

Cette classification est par nature sujette à caution. Il arrive que des chevaux soient sous-évalués ou au contraire sur-évalués. On notera ainsi que Nijinsky a reçu un rating de 138 seulement, un score bien en deçà de la valeur réelle de ce cheval que l'on considère souvent, avec Sea Bird et Frankel, comme le meilleur cheval européen du XXe siècle. À l'inverse, on peut estimer que le score de 144 obtenu par Tudor Minstrel est exagéré, de même que les 142 de Abernant et Windy City, deux prodiges à 2 ans. Ou encore s'étonner du rating de championnes récentes telles que Miesque, Zarkava, Goldikova, toutes trois plafonnant à 133, des vainqueurs d'Arc Trêve (134), Enable (134), Lammtarra (134) ou Dalakhani (133), des cracks américains Curlin (134) et Zenyatta (seulement 131), du Japonais Deep Impact (134) ou encore de la phénoménale australienne Winx (134). Il faut remarquer toutefois que Timeform a longtemps évalué en priorité les chevaux anglais, et qu'il se fonde sur les performances une à une et non sur la carrière du cheval (cela explique par exemple le rating exceptionnel de Harbinger, au motif qu'il a remporté les King George par 11 longueurs, pour sa seule sortie au niveau groupe 1, victoire sans lendemain puisque le cheval s'est blessé après cette course).
On notera bien sûr l'absence des plus grands noms des courses américaines : la notation des chevaux américains date seulement du début des années 2000, certains étant notés rétrospectivement. De même pour les courses australiennes, pour lesquels Timeform a délivré certains ratings rétrospectifs. Et il est bien entendu qu'il est plus que délicat de comparer des chevaux de différentes époques, de différents pays (on peut estimer ainsi que le niveau des meilleures courses australiennes est nettement inférieur à celui des meilleures courses européennes et américaines). Aux États-Unis, un autre système de valeur a été mis au point en 1975 par le journaliste Andrew Beyer : le Beyer Speed Figure, établi essentiellement sur les chronos. Il faut lui ajouter environ 12 à 14 points pour trouver une équivalence avec le rating de Timeform.
Timeform n'a pas le monopole des ratings. Chaque année, la IFHA, International Federation of Horseracing Authorities, réunit un comité de handicapeurs internationaux pour établir un classement officiel.

## Les plus hauts ratings décernés parTimeform
|    | Rating | Cheval            | Né en | Pays        | Père               | Principales victoires |
| -- | ------ | ----------------- | ----- | ----------- | ------------------ | --- |
| 1  | 147    | Frankel           | 2008  | Royaume-Uni | Galileo            | Dewhurst Stakes, 2000 Guinées, St. James's Palace Stakes, Sussex Stakes (x2), Queen Elizabeth II Stakes, Lockinge Stakes, Queen Anne Stakes, International Stakes, Champion Stakes.                                                |
| 2  | 145    | Sea Bird          | 1962  | France      | Dan Cupid          | Prix de l'Arc de Triomphe, Derby d'Epsom, Prix Ganay, Prix Lupin, Grand Prix de Saint-Cloud |
| 3  | 144    | Secretariat       | 1970  | États-Unis  | Bold Ruler         | Kentucky Derby, Preakness Stakes, Belmont Stakes, Man O'War Stakes, Canadian International Stakes |
| 3  | 144    | Brigadier Gerard  | 1968  | Royaume-Uni | Queen's Hussar     | 2000 Guinées, King George, St. James's Palace Stakes, Queen Elizabeth II Stakes (x2), Champion Stakes (x2), Eclipse Stakes, Middle Park Stakes, Lockinge Stakes, Prince of Wales's Stakes, Sussex Stakes                           |
| 3  | 144    | Tudor Minstrel    | 1944  | Royaume-Uni | Owen Tudor         | 2000 Guinées, St. James's Palace Stakes, Knights Royal Stakes |
| 6  | 143    | Flightline        | 2018  | États-Unis  | Tapit              | Pacific Classic, Malibu Stakes, Metropolitan Handicap, Breeders' Cup Classic |
| 7  | 142    | Abernant          | 1946  | Royaume-Uni | Owen Tudor         | Middle Park Stakes, July Cup, Nunthorpe Stakes, Champagne Stakes, King's Stand Stakes |
| 7  | 142    | Ribot             | 1952  | Italie      | Tenerari           | Prix de l'Arc de Triomphe (x2), King George, Gran Premio di Milano, Gran Premio del Jockey-Club |
| 7  | 142    | Windy City        | 1949  | Irlande     | Wydham             | Phoenix Plate, Gimcrack Stakes |
| 10 | 141    | Phar Lap          | 1926  | Australie   | Night Raid         | Melbourne Cup, Cox Plate, AJC Derby, Victoria Derby, Linlithgow Stakes, Futurity Stakes,Chipping Norton Stakes, Melbourne Stakes, Underwood Stakes, Agua Caliente Handicap                                                         |
| 10 | 141    | Mill Reef         | 1968  | Royaume-Uni | Never Bend         | Prix de l'Arc de Triomphe, Derby d'Epsom, King George, Prix Ganay, Eclipse Stakes |
| 12 | 140    | Dancing Brave     | 1983  | Royaume-Uni | Lyphard            | Prix de l'Arc de Triomphe, King George, 2000 Guinées, Eclipse Stakes |
| 12 | 140    | Dubai Millennium  | 1996  | Royaume-Uni | Seeking The Gold   | Dubaï World Cup, Prince of Wales's Stakes, Queen Elizabeth II Stakes, Prix Jacques Le Marois |
| 12 | 140    | Sea The Stars     | 2006  | Irlande     | Cape Cross         | Prix de l'Arc de Triomphe, Derby d'Epsom, 2000 Guinées, Eclipse Stakes, International Stakes, Irish Champion Stakes |
| 12 | 140    | Shergar           | 1978  | Royaume-Uni | Great Nephew       | Derby d'Epsom, Irish Derby, King George |
| 12 | 140    | Vaguely Noble     | 1965  | Royaume-Uni | Vienna             | Prix de l'Arc de Triomphe, Racing Post Trophy |
| 12 | 140    | Harbinger         | 2006  | Royaume-Uni | Dansili            | King George VI and Queen Elizabeth Diamond Stakes |
| 18 | 139    | Arrogate          | 2013  | États-Unis  | Unbridled's Song   | Travers Stakes, Breeders' Cup Classic, Pegasus World Cup, Dubaï World Cup |
| 18 | 139    | Generous          | 1988  | Royaume-Uni | Caerleon           | Derby d'Epsom, Irish Derby, King George, Dewhurst Stakes |
| 18 | 139    | Pappa Fourway     | 1952  | Royaume-Uni | Pappageno          | King's Stand Stakes, July Cup, Diadem Stakes |
| 18 | 139    | Reference Point   | 1984  | Royaume-Uni | Mill Reef          | William Hill Futurity, Derby d'Epsom, King George, St. Leger Stakes |
| 22 | 138    | Alleged           | 1974  | Royaume-Uni | Hoist The Flag     | Prix de l'Arc de Triomphe (x2) |
| 22 | 138    | Alycidon          | 1945  | Royaume-Uni | Donatello          | Ascot Gold Cup, Goodwood Cup, Doncaster Cup |
| 22 | 138    | American Pharoah  | 2012  | États-Unis  | Pioneerof the Nile | Kentucky Derby, Preakness Stakes, Belmont Stakes, Breeders' Cup Classic |
| 22 | 138    | Bernborough       | 1939  | Australie   | Emborough          | All Aged Stakes, Warwick Stakes, Caulfield Stakes, Chelmsford Stakes, Chipping Norton Stakes, Melbourne Stakes, Futurity Stakes, Newmarket Handicap, Doomben 10 000, Doomben Cup                                                   |
| 22 | 138    | California Chrome | 2011  | États-Unis  | Lucky Pulpit       | Kentucky Derby, Preakness Stakes, Breeders' Cup Classic, Dubaï World Cup, Hollywood Derby, Santa Anita Derby, Pacific Classic Stakes                                                                                               |
| 22 | 138    | Celtic Swing      | 1992  | Royaume-Uni | Damister           | Prix du Jockey Club, Racing Post Trophy |
| 22 | 138    | Cigar             | 1990  | États-Unis  | Palace Music       | Breeders' Cup Classic, Dubaï World Cup, Jockey Club Gold Cup, Woodward Stakes |
| 22 | 138    | Daylami           | 1994  | France      | Doyoun             | Poule d'Essai des Poulains, King George, Breeders' Cup Turf, Eclipse Stakes, Champion Stakes, Coronation Cup |
| 22 | 138    | Exbury            | 1959  | France      | Le Haar            | Prix de l'Arc de Triomphe, Coronation Cup, Prix Ganay, Grand Prix de Saint-Cloud |
| 22 | 138    | Nijinsky          | 1967  | Irlande     | Northern Dancer    | Derby d'Epsom, Irish Derby, King George, 2000 Guinées, St.Leger, Dewhurst Stakes |
| 22 | 138    | Tulloch           | 1954  | Australie   | Khorassan          | Cox Plate, VRC St Leger, AJC St Leger, Queen Elizabeth Stakes, Chipping Norton Stakes, Brisbane Cup, Caulfield Cup, Caulfield Guineas, Warwick Stakes, VRC Derby, AJC Derby, QTC Derby, Rosehill Guineas, AJC Sires Produce Stakes |
| 33 | 137    | Apalachee         | 1971  | Royaume-Uni | Round Table        | Observer Gold Cup |
| 33 | 137    | Baaeed            | 2018  | Royaume-Uni | Sea The Stars      | Prix du Moulin de Longchamp, Queen Elizabeth II Stakes, Lockinge Stakes, Queen Anne Stakes, Sussex Stakes, International Stakes |
| 33 | 137    | Dayjur            | 1987  | Royaume-Uni | Danzig             | Nunthorpe Stakes, Prix de l'Abbaye de Longchamp, King's Stand Stakes, Ladbrokes Sprint Cup, Temple Stakes |
| 33 | 137    | Easy Goer         | 1986  | États-Unis  | Alydar             | Belmont Stakes, Travers Stakes, Jockey Club Gold Cup, Wood Memorial Stakes, Whitney Handicap, Woodward Stakes, Suburban Handicap                                                                                                   |
| 33 | 137    | Ghostzapper       | 2000  | États-Unis  | Awesome Again      | Vosburgh Stakes, Woodward Stakes, Breeders' Cup Classic, Metropolitan Handicap |
| 33 | 137    | Grundy            | 1972  | Royaume-Uni | Great Nephew       | Derby d'Epsom, Irish Derby, 2000 Guinées, King George, Dewhurst Stakes |
| 33 | 137    | Kingston Town     | 1976  | Australie   | Bletchingly        | Cox Plate (x3), Spring Champion Stakes, Rosehill Guineas, AJC Derby, Tancred Stakes, Sydney Cup, Queensland Derby, George Main Stakes (x2), Caulfield Stakes (x2), Western Mail Classic                                            |
| 33 | 137    | Mark of Esteem    | 1993  | Royaume-Uni | Darshaan           | 2000 Guinées, Queen Elizabeth II Stakes, Celebration Mile |
| 33 | 137    | Molvedo           | 1958  | Italie      | Ribot              | Prix de l'Arc de Triomphe, Gran Premio del Jockey-Club, Gran Criterium di Milano |
| 33 | 137    | Montjeu           | 1996  | France      | Sadler's Wells     | Prix de l'Arc de Triomphe, Prix du Jockey Club, Irish Derby, King George, Grand Prix de Saint-Cloud |
| 33 | 137    | Moorestyle        | 1977  | Royaume-Uni | Manacle            | Prix de l'Abbaye de Longchamp, Prix de la Forêt (x2), July Cup |
| 33 | 137    | Never Say Die     | 1951  | Royaume-Uni | Nasrullah          | Derby d'Epsom, St. Leger Stakes |
| 33 | 137    | Peintre Celebre   | 1994  | France      | Nureyev            | Prix de l'Arc de Triomphe, Prix du Jockey Club, Grand Prix de Paris |
| 33 | 137    | Pinza             | 1950  | Royaume-Uni | Chanteur           | Derby d'Epsom, King George |
| 33 | 137    | Princely Gift     | 1951  | Royaume-Uni | Nasrullah          | Hungerford Stakes |
| 33 | 137    | Ragusa            | 1960  | Royaume-Uni | Ribot              | Irish Derby, King George, St. Leger Stakes, Eclipse Stakes |
| 33 | 137    | Rheingold         | 1969  | Royaume-Uni | Fabergé            | Prix de l'Arc de Triomphe, Grand Prix de Saint-Cloud (2), Prix Ganay |
| 33 | 137    | Reliance          | 1962  | France      | Tantième           | Prix du Jockey Club, Prix Royal Oak, Grand Prix de Paris |
| 33 | 137    | Right Boy         | 1954  | Royaume-Uni | Impeccable         | King's Stand Stakes |
| 33 | 137    | Sunday Silence    | 1986  | États-Unis  | Halo               | Kentucky Derby, Preakness Stakes, Breeders' Cup Classic, Santa Anita Derby |
| 33 | 137    | Troy              | 1976  | Royaume-Uni | Petingo            | Derby d'Epsom, Irish Derby, King George, Benson & Edges Gold Cup |
| 33 | 137    | Zilzal            | 1986  | Royaume-Uni | Nureyev            | Sussex Stakes, Queen Elizabeth II Stakes |
| 54 | 136    | Alcide            | 1955  | Royaume-Uni | Alycidon           | King George, St. Leger Stakes |
| 54 | 136    | Allez France      | 1970  | France      | Sea Bird           | Prix de l'Arc de Triomphe, Prix de Diane, Poule d'Essai des Pouliches, Criterium des Pouliches, Prix Ganay, Prix Vermeille, Prix d'Ispahan                                                                                         |
| 54 | 136    | Ballymoss         | 1954  | Irlande     | Mossborough        | Prix de l'Arc de Triomphe, Irish Derby, King George, Coronation Cup, Eclipse Stakes |
| 54 | 136    | Battaash          | 2014  | Royaume-Uni | Dark Angel         | Prix de l'Abbaye de Longchamp, Nunthorpe Stakes (x2), King's Stand Stakes |
| 54 | 136    | Bering            | 1983  | France      | Arctic Tern        | Prix du Jockey Club |
| 54 | 136    | Black Caviar      | 2006  | Australie   | Bel Esprit         | Diamond Jubilee Stakes, Lightning Stakes (x3), TJ Smith Stakes (x2), Patinack Farm Classic (x2), Newmarket Handicap, William Reid Stakes, CF Orr Stakes, Goodwood Handicap, BTC Cup...                                             |
| 54 | 136    | Black Tarquin     | 1945  | Royaume-Uni | Rhodes Scholar     | St. Leger Stakes |
| 54 | 136    | Bustino           | 1971  | Royaume-Uni | Busted             | Coronation Cup, St. Leger Stakes |
| 54 | 136    | Cracksman         | 2014  | Royaume-Uni | Frankel            | Champion Stakes (x2), Prix Ganay, Coronation Cup |
| 54 | 136    | Crepello          | 1954  | Royaume-Uni | Donatello II       | Dewhurst Stakes, Derby d'Epsom, 2000 Guinées |
| 54 | 136    | El Condor Pasa    | 1995  | Japon       | Kingmambo          | Japan Cup, Grand Prix de Saint-Cloud, 2e Prix de l'Arc de Triomphe |
| 54 | 136    | El Gran Señor     | 1981  | Irlande     | Northern Dancer    | 2000 Guinées, Irish Derby, Dewhurst Stakes |
| 54 | 136    | Equinox           | 2019  | Japon       | Kitasan Black      | Tenno Sho (automne), Arima Kinen, Dubaï Sheema Classic, Takarazuka Kinen, Japan Cup |
| 54 | 136    | Floribunda        | 1958  | Royaume-Uni | Princely Gift      | Nunthorpe Stakes, New Stakes |
| 54 | 136    | Gentlemen         | 1992  | Argentine   | Robin des Bois     | Hollywood Gold Cup, Pacific Classic Stakes, Pimlico Special, Gran Premio Nacional (Derby d'Argentine), Gran Premio Polla de Potrancas (2000 Guinées argentine)                                                                     |
| 54 | 136    | Habibti           | 1980  | Royaume-Uni | Habitat            | Prix de l'Abbaye de Longchamp, July Cup, King's Stand Stakes |
| 54 | 136    | Hafiz             | 1952  | Royaume-Uni | Nearco             | Champion Stakes |
| 54 | 136    | Hawk Wing         | 1999  | Irlande     | Woodman            | Eclipse Stakes, National Stakes, Lockinge Stakes |
| 54 | 136    | Helissio          | 1993  | France      | Fairy King         | Prix de l'Arc de Triomphe, Grand Prix de Saint-Cloud (2), Prix Lupin, Prix Ganay |
| 54 | 136    | Herbager          | 1956  | France      | Vandale            | Prix du Jockey Club, Grand Prix de Saint-Cloud |
| 54 | 136    | My Babu           | 1945  | Royaume-Uni | Djebel             | 2000 Guinées |
| 54 | 136    | Northjet          | 1977  | France      | Northfields        | Prix du Moulin de Longchamp, Prix Jacques Le Marois |
| 54 | 136    | Old Vic           | 1986  | Royaume-Uni | Sadler's Wells     | Irish Derby, Prix du Jockey Club |
| 54 | 136    | Relko             | 1960  | France      | Tanerko            | Derby d'Epsom, Poule d'Essai des Poulains, Grand Prix de Saint-Cloud, Prix Ganay, Prix Royal Oak, Coronation Cup |
| 54 | 136    | Slip Anchor       | 1982  | Royaume-Uni | Shirley Heights    | Derby d'Epsom |
| 54 | 136    | Suave Dancer      | 1988  | France      | Green Dancer       | Prix de l'Arc de Triomphe, Prix du Jockey Club, Irish Champion Stakes |
| 54 | 136    | Sakhee            | 1997  | Royaume-Uni | Bahri              | Prix de l'Arc de Triomphe, International Stakes |
| 54 | 136    | Tantième          | 1947  | France      | Deux Pour Cent     | Prix de l'Arc de Triomphe (2), Coronation Cup, Poule d'Essai des Poulains, Grand Critérium, Prix Lupin, Prix Ganay, Prix de la Forêt                                                                                               |
| 54 | 136    | Texana            | 1955  | Royaume-Uni | Relic              | Prix de l'Abbaye de Longchamp |
| 54 | 136    | Thatch            | 1970  | Royaume-Uni | Forli              | Sussex Stakes, July Cup, St. James's Palace Stakes |
| 54 | 136    | Warning           | 1985  | Royaume-Uni | Known Fact         | Sussex Stakes, Queen Elizabeth II Stakes |
| 85 | 135    | All Along         | 1979  | France      | Targowice          | Prix de l'Arc de Triomphe, Prix Vermeille, Canadian International Stakes, Turf Classic Stakes, Washington D.C. International Stakes                                                                                                |
| 85 | 135    | Arazi             | 1989  | France      | Blushing Groom     | Breeders' Cup Juvenile, Grand Critérium, Prix de la Salamandre, Prix Morny |
| 85 | 135    | Arbar             | 1944  | Royaume-Uni | Djebel             | Ascot Gold Cup |
| 85 | 135    | Arctic Prince     | 1948  | Royaume-Uni | Prince Chevalier   | Derby d'Epsom |
| 85 | 135    | Chanteur          | 1942  | Royaume-Uni | Château Bouscaut   | Coronation Cup |
| 85 | 135    | Charlottesville   | 1957  | France      | Prince Chevalier   | Prix Lupin, Prix du Jockey Club, Grand Prix de Paris |
| 85 | 135    | Cirrus des Aigles | 2006  | France      | Even Top           | Champion Stakes, Prix Ganay (x3), Dubaï Sheema Classic |
| 85 | 135    | Coronation        | 1946  | France      | Djebel             | Prix de l'Arc de Triomphe, Poule d'Essai des Pouliches, Prix Robert Papin, Queen Mary Stakes |
| 85 | 135    | Dahlia            | 1970  | France      | Vaguely Noble      | King George (x2), Grand Prix de Saint-Cloud, Irish Oaks, Benson & Edges Gold Cup (2), Man o'War Stakes, Washington D.C. International Stakes, Canadian International Stakes, Hollywood International                               |
| 85 | 135    | Intikhab          | 1994  | Royaume-Uni | Red Ransom         | Queen Anne Stakes |
| 85 | 135    | Known Fact        | 1977  | Royaume-Uni | In Reality         | 2000 Guinées, Middle Park Stakes |
| 85 | 135    | Kris              | 1976  | Royaume-Uni | Sharpen Up         | Sussex Stakes, Queen Elizabeth II Stakes, St. James's Palace Stakes, Lockinge Stakes |
| 85 | 135    | Lady Aurelia      | 2014  | États-Unis  | Scat Daddy         | Prix Morny, King's Stand Stakes |
| 85 | 135    | La Tendresse      | 1959  | Royaume-Uni | Grey Sovereign     | Lowther Stakes, Molecomb Stakes, Seaton Delaval Stakes |
| 85 | 135    | Le Moss           | 1975  | Royaume-Uni | Le Levanstell      | Ascot Gold Cup (2), Goodwood Cup (2), Doncaster Cup (2) |
| 85 | 135    | Manduro           | 2002  | Allemagne   | Monsun             | Prix d'Ispahan, Prince of Wales's Stakes, Prix Jacques Le Marois |
| 85 | 135    | Match II          | 1958  | France      | Tantième           | King George, Grand Prix de Saint-Cloud, Prix Royal Oak, Washington D.C. International Stakes |
| 85 | 135    | Nashwan           | 1986  | Royaume-Uni | Blushing Groom     | 2000 Guinées, Derby d'Epsom, King George, Eclipse Stakes |
| 85 | 135    | Never So Bold     | 1980  | Royaume-Uni | Bold Lad           | July Cup, Nunthorpe Stakes, King's Stand Stakes |
| 85 | 135    | Pebbles           | 1981  | Royaume-Uni | Sharpen Up         | Breeders' Cup Turf, 1000 Guinées, Champion Stakes (2), Eclipse Stakes, Coronation Stakes, Prince of Wales's Stakes |
| 85 | 135    | Petingo           | 1965  | Royaume-Uni | Petition           | Middle Park Stakes, St. James's Palace Stakes, Sussex Stakes |
| 85 | 135    | Petoski           | 1982  | Royaume-Uni | Niniski            | King George |
| 85 | 135    | Right Royal       | 1958  | France      | Owen Tudor         | King George, Prix du Jockey Club, Poule d'Essai des Poulains, Grand Critérium, Prix Lupin, Prix de la Salamandre |
| 85 | 135    | Royal Anthem      | 1995  | Royaume-Uni | Theatrical         | International Stakes, Canadian International Stakes, Gulfstream Park Breeders's Cup Handicap |
| 85 | 135    | Sagace            | 1980  | France      | Luthier            | Prix de l'Arc de Triomphe, Prix d'Ispahan, Prix Ganay |
| 85 | 135    | Sassafrás         | 1967  | France      | Sheshoon           | Prix de l'Arc de Triomphe, Prix du Jockey Club, Prix Royal Oak |
| 85 | 135    | Shadeed           | 1982  | Royaume-Uni | Nijinsky           | 2000 Guinées, Queen Elizabeth II Stakes |
| 85 | 135    | Shahrastani       | 1983  | Royaume-Uni | Nijinsky           | Derby d'Epsom, Irish Derby |
| 85 | 135    | Shareef Dancer    | 1980  | Royaume-Uni | Northern Dancer    | Irish Derby |
| 85 | 135    | Sicambre          | 1948  | France      | Prince Bio         | Grand Critérium, Prix du Jockey Club, Grand Prix de Paris |
| 85 | 135    | Sinndar           | 1997  | Irlande     | Grand Lodge        | Prix de l'Arc de Triomphe, Derby d'Epsom, Irish Derby, National Stakes |
| 85 | 135    | Sir Ivor          | 1965  | Irlande     | Sir Gaylord        | Derby d'Epsom, 2000 Guinées, Champion Stakes, National Stakes, Grand Critérium, Washington, D.C. International |
| 85 | 135    | Souverain         | 1943  | France      | Maravedis          | Grand Prix de Paris, Ascot Gold Cup |
| 85 | 135    | St. Jovite        | 1989  | Irlande     | Pleasant Colony    | Irish Derby, King George |
| 85 | 135    | Supreme Court     | 1948  | Royaume-Uni | Precipitation      | King George, Chester Vase, King Edward VII Stakes |
| 85 | 135    | Teenoso           | 1980  | Royaume-Uni | Youth              | Derby d'Epsom, King George, Grand Prix de Saint-Cloud |
| 85 | 135    | Tenerani          | 1944  | Italie      | Bellini            | Derby Italien, Gran Premio di Milano |
| 85 | 135    | The Bug           | 1943  | Royaume-Uni | Signal Light       | July Cup, Nunthorpe Stakes |
| 85 | 135    | The Minstrel      | 1974  | Irlande     | Northern Dancer    | Derby d'Epsom, Irish Derby, 2.000 Guinées Irlandaises, King George, Dewhurst Stakes |
| 85 | 135    | Trempolino        | 1984  | France      | Sharpen Up         | Prix de l'Arc de Triomphe |
| 85 | 135    | Wise Dan          | 2007  | États-Unis  | Wiseman's Ferry    | Breeders' Cup Mile (x2), Woodbine Mile Stakes (x2), Turf Classic (x2), Maker's Mark Mile (x2), Shadwell Turf Mile Stakes (x2), Fourstardave Handicap (x2), Clark Handicap                                                          |
| 85 | 135    | Youth             | 1973  | France      | Ack Ack            | Prix du Jockey Club, Prix Lupin, Washington D.C. International Stakes, Canadian International Stakes |